# Arns Herred
Arns Herred (tysk Arensharde) var et herred i det gamle hertugdømme Slesvig vest for Slesvig by.
Området ligger nu i kreds Slesvig-Flensborg i delstaten Slesvig-Holsten (Sydslesvig).

## Historie
Arns Herred hørte i middelalderen til Istedsyssel. Senere kom det under Gottorp Amt. Arns Herred blev allerede nævnt i kong Valdemars Jordebog i 1231 som Arældshæreth. Dannevirke, som ligger delvis i Arns Herred, ydede sammen med Ejdersted og Lundebjerg Herred 120 mark rent sølv og 3 nætters gæsteri om sommeren med hæren ved kongens rejser til Utlande.
Vikingebyen Hedeby lå i Arns Herred. Tingstedet for herredet var i middelalderen Skovby ved Slesvig by.

## Administrativ inddeling
I herredet lå følgende sogne eller dele af sogne:
- dele af Michaelis Sogn, (resten til Strukstrup Herred og Bollingsted Fogderi)
- en del af Hollingsted Sogn (resten til Krop Herred)
- en del af Haddeby Sogn (det øvrige til Krop og Hytten Herred, Hytten Amt)
- nogle få steder i Frederiksberg Sogn